# Marduk-kabit-ahheshu
Marduk-kabit-aḫḫēšu, "onder zijn broers is Marduk de belangrijkste", ca. 1153–1136 v.Chr., was de stichter van de Tweede Dynastie van Isin, die Babylon tot 1022 v.Chr. zou regeren. Blijkbaar besteeg hij de troon in de nasleep van de omverwerping door Elam van de laatste koning van de Kassitische dynastie. Zijn naam en de lengte van zijn bewind zijn het duidelijkst geattesteerd in de Babylonische Koningslijst C die hem 18 jaar toewijst. (Koningslijst A geeft slechts 17 jaar.) Voorheen werd aangenomen dat Marduk-kabit-ahheshu de eerste paar jaar gelijktijdig met de vorige koning geregeerd zou hebben, maar recent werk laat zien dat dit niet zo is. 1153–1136 v.Chr. is de door Beaulieu herziene datering. In oudere bronnen wordt de regeringstijd van Marduk-kabit-ahheshu gewoonlijk als 1157–1140 v.Chr. weergegeven.

## Biografie
De naam van de dynastie, BALA PA.ŠE, is een zinspeling op de term išinnu, “stengel,” geschreven als PA.ŠE en is de enige duidelijke verwijzing naar de stad Isin, terwijl de residentie elders was. Marduk-kabit-ahheshu moet niet verward worden met de Midden-Assyrische schrijver met dezelfde naam die twee documenten heeft toegevoegd aan de bibliotheek van Tukultī-apil-Ešarra rond 30 jaar later.
Zijn tijdgenoot in Elam was waarschijnlijk Shilhak-Inshushinak I, broer en opvolger van Kutir-Nahhunte II. Marduk-kabit-aḫḫēšu heeft in een reeks campagnes de Elamieten weten te verdrijven. Of er een Elamitisch interregnum geweest is tussen de val van de Kassieten en het herstel van het locale gezag of een overlapping tussen beide dynastieën is niet vastgesteld. De Babylonische overlevering beweert dat de twee naadloos in elkaar overgingen maar dat is weinig waarschijnlijk. Na de Elamieten verdreven te hebben, richtte de nieuwe koning zich op Assyrië en het noorden en nam de stad Ekallatum in.
De opkomst van deze dynastie betekende ook de opkomstvan de cultus van de god Marduk. Zes van de elf koningen ervan voerden de naam Marduk als theofoor element van hun eigen naam en de god zou de positie van hoofdgod van het pnatheon gaan bekleden. Marduk-kabit-aḫḫēšu werd opgevolgd door zijn zoon Itti-Marduk-balāṭu.